# Смелата Ваяна (филм, 2026)
„Смелата Ваяна“ (на английски: Moana) е предстоящ американски фентъзи филм от 2026 година на режисьора Томас Кейл, продуциран от Дуейн Джонсън, Хирам и Дани Гарсия, и Бо Флинт. Той ще е игрална адаптация на едноименния анимационен филм от 2016 г. и изцяло третият филм от поредицата „Смелата Ваяна“. Във филма ще участват Катрин Лага'ая, Дуейн Джонсън, Джон Туи, Франки Адамс и Рена Оуен. Премиерата на филма се очаква да излезе по кината в Съединените щати на 10 юли 2026 г.

## Актьорски състав
- Катрин Лага'ая – Ваяна[4]
- Дуейн Джонсън – Мауи[5][6]
- Джон Туи – Вожд Туи[7]
- Франки Адамс – Сина[7]
- Рена Оуен – Баба Тала[7]

## Продукция

### Разработка
На 3 април 2023 г. Дуейн Джонсън съобщава в официалния си YouTube канал, че игралният римейк на „Смелата Ваяна“ (2016) е в процес на разработка от „Уолт Дисни Пикчърс“. Аули'и Кравальо, която озвучава Ваяна в анимационния филм, е изпълнителен продуцент за римейка. На 31 май 2023 г. Томас Кейл е нает като режисьор на филма.
На 12 юни 2024 г. е съобщено, че Катрин Лага'ая от Сидни, Австралия е одобрена за ролята на едноименната героиня. Допълнителният състав включва Джон Туи в ролята на Вожд Туи, Франки Адамс в ролята на Сина и Рена Оуен в ролята на Баба Тала.

## Премиера
Филмът е първоначално насрочен да излезе по кината на 27 юни 2025 г., но е отменен до 10 юли 2026 г. заради премиерата на „Смелата Ваяна 2“, която излезе на 27 ноември 2024 г.